# Каньон-Лейк (Калифорния)
Каньон-Лейк (англ. Canyon Lake) — город в округе Риверсайд в штате Калифорния в Соединённых Штатах Америки на берегу одноимённого водохранилища.
Согласно данным переписи населения США 2020 года число жителей города 
составляло 11 082 человека, что, для такого небольшого населённого пункта, существенно больше (+ 4.9%), чем было во время предыдущей переписи проводившейся в 2010 году (10 561 человек).

## История
Город Каньон-Лейк назван в честь водохранилища, вокруг которого он построен. Изначально водохранилище называлось Railroad Canyon Reservoir или Railroad Canyon Lake, но теперь водохранилище и сообщество называют сокращенной формой Canyon Lake.
Строительство плотины было завершено в 1929 году и водохранилище стало одним из крупнейших пресноводных озёр для рыбалки, охоты и кемпинга в Южной Калифорнии и город обрёл славу курорта.

## География
Согласно данным Бюро переписи населения США, общая площадь города составляет 4,7 квадратных мили (12 км2) или 2017 акров (816 га), из которых 3,9 квадратных мили (10 км2) — это суша, а 0,7 квадратных мили (1,8 км2 или 15,92%) приходится на водную поверхность. 
Длина береговой линии озера составляет 14,9 мили (24,0 км).